# جيانلوكا فريدي
جيانلوكا فريدي (بالإيطالية: Gianluca Freddi)‏ (29 مارس 1989 بروما في إيطاليا - ) هو لاعب كرة قدم إيطالي في مركز الدفاع. شارك مع منتخب إيطاليا تحت 17 سنة لكرة القدم ومنتخب إيطاليا تحت 18 سنة لكرة القدم ومنتخب إيطاليا تحت 19 سنة لكرة القدم ومنتخب إيطاليا تحت 20 سنة لكرة القدم. أما مع النوادي، فقد لعب مع نادي بريشيا ونادي روما ونادي ريجينا ونادي ليتشي ونادي نوفارا ونادي غروسيتو.